# Fåfängans marknad (film, 1935)
Fåfängans marknad (engelska: Becky Sharp) är en amerikansk historisk dramafilm från 1935 i regi av Rouben Mamoulian. Filmen är baserad på Langdon Mitchells pjäs Becky Sharp från 1899, som i sin tur baseras på William Makepeace Thackerays roman Fåfängans marknad från 1848. Huvudrollen spelas av Miriam Hopkins, som nominerades till en Oscar för bästa kvinnliga huvudroll för sin insats. I övriga roller märks William Faversham, Frances Dee, Cedric Hardwicke, Billie Burke, Alison Skipworth, Nigel Bruce och Alan Mowbray.
År 2019 valdes filmen ut för att bevaras i National Film Registry av USA:s kongressbibliotek då den anses vara ”kulturellt, historiskt eller estetiskt betydelsefull”.

## Rollista i urval
- Miriam Hopkins – Becky Sharp
- Frances Dee – Amelia Sedley
- Cedric Hardwicke – Markisen av Steyne
- Billie Burke – Lady Bareacres
- Alison Skipworth – Miss Crawley
- Nigel Bruce – Joseph Sedley
- Alan Mowbray – Rawdon Crawley
- G. P. Huntley, Jr. – George Osborne
- William Stack – Pitt Crawley
- George Hassell – Sir Pitt Crawley
- William Faversham – Hertigen av Wellington
- Charles Richman – General Tufto
- Doris Lloyd – Hertiginnan av Richmond
- Colin Tapley – William Dobbin
- Leonard Mudie – Tarquin
- May Beatty – Briggs
- Charles Coleman – Bowles
- Bunny Beatty – Lady Blanche
- Finis Barton – Miss Flowery
- Olaf Hytten – Prinsregenten
- Pauline Garon – Fifine
- James 'Hambone' Robinson – Sedleys page
- Elspeth Dudgeon – Miss Pinkerton
- Tempe Pigott – städerskan
- Ottola Nesmith – Lady Jane Crawley
- Creighton Hale – brittisk officer